# Una talpa dispettosa
Una talpa dispettosa (Canine Caddy) è un cortometraggio animato del 1941 diretto da Clyde Geronimi della serie Mickey Mouse, prodotto dalla Walt Disney Productions e uscito negli Stati Uniti il 30 maggio 1941, distribuito dalla RKO Radio Pictures.

## Trama
Topolino sta giocando a golf, con Pluto come suo caddie. A un certo punto la pallina finisce nella tana di un gopher, che la rosicchia tutta. Così Pluto inizia a inseguire il roditore, che gli fa diversi dispetti. Durante l'inseguimento i due scavano una lunga galleria, fino a raggiungere la collinetta dove Topolino sta giocando, facendola crollare. Topolino decide però di non arrabbiarsi con Pluto in quanto gli vuole bene.

## Distribuzione

### Edizione italiana
Il corto arrivò in Italia nel settembre 1986 e venne incluso nella VHS Le nuove avventure di Pluto; il doppiaggio fu eseguito dalla Effe Elle Due. Nel 1992, per la trasmissione televisiva, il corto fu ridoppiato dal Gruppo Trenta e venne anche inserito nella videocassetta Pluto amico quasi perfetto uscita nel febbraio 1995, e venne poi utilizzato nelle successive edizioni home video. Nel 2012 fu eseguito un secondo ridoppiaggio ad opera della Royfilm sotto la direzione di Leslie La Penna e su dialoghi di Nunziante Valoroso per la trasmissione del programma Topolino che risate!. Il secondo ridoppiaggio del corto fu poi incluso su Disney+ il 24 marzo 2020, ma per errore è stato aggiunto l'intro della serie Pluto.

### Edizioni home video

#### VHS
- Le nuove avventure di Pluto (settembre 1986)[1]
- Pluto amico quasi perfetto (febbraio 1995)[2]
- Qua la zampa, Pluto (giugno 2000)[6]
- Topolino & C. avventure tutte da ridere (gennaio 2002)[7]

#### DVD
Il cortometraggio è incluso nei DVD Walt Disney Treasures: Pluto, la collezione completa - Vol. 1 ed Extreme Sports Fun.